# Consolat General de Qatar a Barcelona
El Consolat General de l'estat de Qatar a Barcelona és la missió diplomàtica de Qatar a la ciutat de Barcelona. La seu és, des de la inauguració del consolat general el dia 17 d'abril de 2018, al número 227 del carrer de Provença, al districte de l'Eixample de Barcelona. La seva jurisdicció abasta Catalunya, el País Valencià, les Illes Balears i Aragó.
Des del 12 de setembre de 2022, el cònsol general és Mohammed Sami M. A. Alsubaey.
El consolat manté un contacte estret i públic tant amb les autoritats espanyoles i catalanes i el sector del futbol català.